# Anthracothorax
Anthracothorax – rodzaj ptaków z podrodziny kolibrzyków (Polytminae) w rodzinie kolibrowatych (Trochilidae).

## Zasięg występowania
Rodzaj obejmuje gatunki występujące w Ameryce.

## Morfologia
Długość ciała 10,5–14 cm; masa ciała samców 4,8–12 g, samic 4–10 g.

## Systematyka

### Etymologia
- Anthracothorax (Anthrocorax): gr. ανθραξ anthrax, ανθρακος anthrakos „węgiel, rubin, granat” (tj. czarny); θωραξ thōrax, θωρακος thōrakos „klatka piersiowa, pierś”[11].
- Lampornis: gr. λαμπη lampē „pochodnia, światło”; ορνις ornis, ορνιθος ornithos „ptak”[12]. Gatunek typowy: Trochilus mango Linnaeus, 1758.
- Eulampis (Culampis): gr. ευλαμπης eulampēs „jasno lśniący”, od ευ eu „piękny”; λαμπης lampēs „słońce”[13]. Gatunek typowy: Trochilus jugularis Linnaeus, 1766.
- Smaragdites: gr. σμαραγδιτης smaragditēs „koloru szmaragdu”, od σμαραγδος smaragdos „szmaragd”[14]. Gatunek typowy: Trochilus dominions Linnaeus, 1766.
- Colubris: hiszp. nazwa Colibri dla kolibra[15]. Gatunek typowy: Trochilus mango Linnaeus, 1758.
- Floresia: Damiano Flores Marchese d’Arcais (znany również jako Damiano Floresi) (?1799–1853), włoski inżynier górnictwa w Meksyku, geolog, kolekcjoner w Kalifornii, Meksyku i na Jamajce)[16]. Gatunek typowy: Trochilus porphyrurus Shaw, 1798 (= Trochilus mango Linnaeus, 1758).
- Hypophania: gr. ὑπο hupo „poniżej, pod”; φανιον phanion „jasny”, od zdrobnienie φανος phanos „światło”[17]. Gatunek typowy: Trochilus dominicus Linnaeus, 1766.
- Margarochrysis: gr. μαργαρον margaron „perła”; χρυσις khrusis „pozłacany, złoty haft”, od χρυσος khrusos „złoto”[18]. Gatunek typowy: Trochilus aurulentus Audebert & Vieillot, 1801[a].
- Sericotes: gr. σηρικον sērikon „jedwab”, od σηρες Sēres „ludzie, od których uzyskiwano jedwab, Chińczycy”; -οτης -otēs „przypominający”[19]. Gatunek typowy: Trochilus holosericeus Linnaeus, 1758.
- Endoxa: gr. ενδοξος endoxos „sławny, znany”, od εν en „w”; δοξα doxa „splendor, chwała”, od δεχομαι dekhomai „aprobować, pochwalać”[20]. Nowa nazwa dla Floresia Reichenbach, 1854.

### Podział systematyczny
Do rodzaju należą następujące gatunki:
- Anthracothorax mango (Linnaeus, 1758) – węglik purpurowy
- Anthracothorax nigricollis (Vieillot, 1817) – węglik czarnogardły
- Anthracothorax viridigula (Boddaert, 1783) – węglik zielonogardły
- Anthracothorax prevostii (Lesson, 1832) – węglik krawatowy
- Anthracothorax veraguensis Reichenbach, 1855 – węglik panamski
- Anthracothorax dominicus (Linnaeus, 1766) – węglik antylski
- Anthracothorax aurulentus (Audebert & Vieillot, 1801) – węglik czarnopierśny
- Anthracothorax viridis (Audebert & Vieillot, 1801) – węglik szmaragdowy
- Anthracothorax holosericeus (Linnaeus, 1758) – antylak szmaragdowy
- Anthracothorax jugularis (Linnaeus, 1766) – antylak purpurowy